# Stefan Rogentin
Stefan Rogentin (Lenzerheide, 16 de mayo de 1994) es un deportista suizo que compite en esquí alpino.
Ganó una medalla de bronce en el Campeonato Mundial de Esquí Alpino de 2025, en la prueba combinada por equipo. En la Copa del Mundo consiguió una victoria y seis podios en total.

## Palmarés internacional
| Campeonato Mundial | Campeonato Mundial | Campeonato Mundial | Campeonato Mundial   |
| Año                | Lugar              | Medalla            | Prueba               |
| ------------------ | ------------------ | ------------------ | -------------------- |
| 2025               | Saalbach (Austria) | Medalla de bronce  | Combinada por equipo |